# Катедра за енглески језик и књижевност Филозофског факултета Универзитета у Источном Сарајеву
Катедра за англистику на Филозофском факултету Универзитета у Источном Сарајеву (раније Одсјек за енглески језик и књижевност) обновила је рад школске 1996/1997 године. Она представља наставак рада некадашње сарајевске Катедре за англистику и броји 530 дипломираних студената од обнављања катедре до августа 2013. године.

## Историјат катедре
Због тешких ратних и посљератних околности на Катедри су хонорарно били ангажовани еминентни сарајевски, београдски, новосадски и бањалучки професори. Први студенти на Одсјеку за енглески језик и књижевност, након обнављања рада Катедре, дипломирали су 2000. године. У складу са реформом високог образовања у Републици Српској, Министарство просвјете и културе Републике Српске, 22. 6. 2009. године, лиценцирало је нови наставни план и програм.

## Наставни кадар
Ванредни професори:
- Проф. др Јелена Марковић
- Проф. др Маја Кујунџић
- Доц. др Вера Вујевић Ђурић

Доценти:
- Доц. др Божица Јовић
- Доц. др Марија Летић
- Доц. др Оља Јојић
- Доц. др Жана Гавриловић
- Доц. др Маја Жарковић

Виши асистенти:
- Мр Свјетлана Огњеновић
- Мр Огњен Куртеш
- мср Миња Радоња
- мср Срђан Шућур

Асистент:

## Шеф катедре
- доц. др Жана Гавриловић

## Секретар катедре
- Доротеја Клачар